# بيل كليري (مدرب هوكي جليد)
بيل كليري (بالإنجليزية: Bill Cleary)‏ هو لاعب هوكي جليد أمريكي، ولد في 19 أغسطس 1934 في كامبريدج في الولايات المتحدة.

## وصلات خارجية
- بيل كليري على موقع EliteProspects.com (الإنجليزية)
- بيل كليري على موقع HockeyDB.com (الإنجليزية)
- بيل كليري على موقع أوليمبيديا (الإنجليزية)